# Royale Union SG
Royale Union Saint-Gilloise, prescurtat Union SG, este un club de fotbal profesionist din Belgia, originar din municipalitatea Saint-Gilles din Bruxelles. În prezent echipa concurează în prima ligă. Clubul își susține meciurile de acasă în fața propriilor suporteri pe stadionul Joseph Marien.

## Istoria clubului
Union SG a fost fondat în 1897 și este unul dintre cele mai de succes cluburi din istoria fotbalului belgian. Clubul a câștigat unsprezece campionate belgiene și două cupe naționale între 1904 și 1935, făcându-l cel mai de succes club belgian înainte de al Doilea Război Mondial.
Din 1933 până în 1935 echipa a jucat 60 de meciuri consecutive fără să fie învinsă, stabilind un record încă nedoborât în Belgia. Culorile echipei sunt albastru și galben. Echipa este populară mai ales în rândul comunităților muncitoare din sudul Bruxelles-ului. 
Între 1958 și 1965 clubul a avut o scurtă perioadă de succes european, jucând în Cupa Orașelor Târguri, ajungând în semifinale din ediția 1958–60 după o victorie în două două manșe împotriva echipei italiene AS Roma. În 1963, clubul retrogradează pentru prima dată în istoria lor în divizia a doua, iar în 1973 este ultima lor retrogradare. Timp de 48 de ani, clubul nu a mai reușit nimic notabil, dar nici nu a mai performat din mai multe motive.
La 21 mai 2018, clubul avea să renască din nou, cu Tony Bloom ca acționar majoritar, actualul proprietar și președinte al echipei englezești Brighton & Hove Albion. Alex Muzio, președintele Union, a fost co-investitor cu Tony Bloom în 2018 și deține un interes minoritar în club.
Pe 13 martie 2021, după ce a învins R.W.D. Molenbeek 2–1 acasă, Union SG a promovat după o secetă îndelungată în prima ligă. Aceasta a marcat prima sa apariție în fotbalul de top din 1972 încoace. Din cauza restricțiilor, la acea vreme din cauza pandemiei de COVID-19, suporterii lui Union SG nu au putut sărbătorii promovarea pe stadion.
În anul următor, Union a terminat pe primul loc la sfârșitul sezonului regulat, aceasta a fost prima dată când un club nou promovat a terminat în fruntea clasamentului în istoria ligii belgiene. În play-off-ul campionilor, echipa a terminat pe locul al doilea și s-a calificat astfel în tururile de calificare ale Ligii Campionilor pentru prima dată în istoria clubului. După ce a fost eliminată în turul trei de calificare, și-a asigurat un loc în faza grupelor din Europa League.

## Rivali
Union atrage susținători în primul rând din regiunea Bruxelles, în special din sudul capitalei Belgiei. Ultrașii lor sunt cunoscuți sub numele de Union Bhoys și participă în Tribunele de Est. Union Bhoys are relații de prietenie cu suporterii a două echipe  Liège și  Cercle Brugge. Susținătorii Union promovează idealurile antifasciste.
Union împărtășește un derby al orașului Bruxelles, cunoscut și sub numele de „derby Zwanze”, cu R.W.D. Molenbeek, care provine din vechea lor rivalitate cu Daring Club Brussels, care a fost încapsulată în piesa de teatru de la Bruxelles Bossemans et Coppenolle. Cu toate acestea, se spune că cei doi au o relație de dragoste-ura, amândoi au experimentat dificultăți financiare în epoca modernă.
Union are o altă rivalitate la Bruxelles cu vecinul  Anderlecht, cu toate că cei doi s-au întâlnit de mai puține ori în epoca modernă. Acesta este fără îndoială cel mai aprig derby al lui Union, mulți fani considerând că este cel mai important meci al sezonului.

## Palmares
| Campionatele Naționale | Cupa Națională                                                  | Cupele Europene                        |
| - Campionatul Belgiei (11) : - Campioni : 1903–04, 1904–05, 1905–06, 1906–07, 1908–09, 1909–10, 1912–13, 1922–23, 1932–33, 1933–34, 1934–35. - Locul 2 : 1903, 1908, 1912, 1914, 1920, 1921, 1922, 1924, 2022. - Liga a II-a - (4) : - Campioni : 1901, 1951, 1964, 2021. - Locul 2 : 1968. | - Cupa Belgiei (3) : - Câștigători : 1912–13, 1913–14, 2023–24. | - Europa League (0) : - Optimi : 2023. |

## Jucători

### Lotul actual
La 6 septembrie 2023. 
| Nr. |                  | Poziție | Jucător             |
| --- | ---------------- | ------- | ------------------- |
| 4   | Norvegia         | M       | Mathias Rasmussen   |
| 5   | Argentina        | F       | Kevin Mac Allister  |
| 7   | Belgia           | A       | Elton Kabangu       |
| 8   | Coasta de Fildeș | M       | Jean Thierry Lazare |
| 9   | Germania         | A       | Dennis Eckert       |
| 10  | Madagascar       | M       | Loïc Lapoussin      |
| 11  | Germania         | A       | Henok Teklab        |
| 13  | Ecuador          | A       | Kevin Rodríguez     |
| 14  | Suedia           | P       | Joachim Imbrechts   |
| 15  | Anglia           | F       | Matthew Sorinola    |
| 16  | Anglia           | F       | Christian Burgess   |
| 17  | Finlanda         | A       | Casper Terho        |
| 19  | Belgia           | F       | Guillaume François  |

| Nr. |                           | Poziție | Jucător                 |
| --- | ------------------------- | ------- | ----------------------- |
| 21  | Belgia                    | M       | Alessio Castro-Montes   |
| 23  | Elveția                   | M       | Cameron Puertas         |
| 24  | Belgia                    | M       | Charles Vanhoutte       |
| 26  | Anglia                    | F       | Ross Sykes              |
| 27  | Republica Democrată Congo | F       | Noah Sadiki             |
| 28  | Japonia                   | F       | Koki Machida            |
| 29  | Suedia                    | A       | Gustaf Nilsson          |
| 47  | Algeria                   | A       | Mohamed Amoura          |
| 48  | Belgia                    | F       | Fedde Leysen            |
| 49  | Luxemburg                 | P       | Anthony Moris (căpitan) |
| 53  | Serbia                    | P       | Slaviša Brisaković      |
| 64  | Belgia                    | M       | Nathan Huygevelde       |